# Ed Caruthers
Edward Julius Caruthers Jr., detto Ed (Oklahoma City, 13 aprile 1945), è un ex altista statunitense, medaglia d'argento ai Giochi olimpici di Città del Messico 1968.

## Palmarès
| Anno | Manifestazione      | Sede              | Evento        | Risultato | Prestazione | Note |
| ---- | ------------------- | ----------------- | ------------- | --------- | ----------- | ---- |
| 1964 | Giochi olimpici     | Tokyo             | Salto in alto | 8º        | 2,09 m      |      |
| 1967 | Giochi panamericani | Winnipeg          | Salto in alto | Oro       | 2,19 m      |      |
| 1968 | Giochi olimpici     | Città del Messico | Salto in alto | Argento   | 2,22 m      |      |